# 萨阿德王朝
萨阿德王朝（阿拉伯语：سعديون，拉丁化為Bani Zaydan），1554年–1659年阿拉伯人的后裔统治摩洛哥的王朝。
从1509年到1554年，萨阿德王朝统治摩洛哥的南方。1528年之前认同瓦塔斯王朝作为摩洛哥的蘇丹，萨阿德王朝日益强大致使瓦塔斯王朝来攻打他，瓦塔斯王朝战败后，通过塔德拉条约，承认萨阿德王朝统治摩洛哥南部。1554年，苏丹穆罕默德·谢赫在塔德拉之战战胜瓦塔斯王朝，开始统治整个摩洛哥。1591年灭亡桑海帝国。1659年，苏丹艾哈迈德·阿巴斯在位时，萨阿德王朝的统治的结束，被现今统治摩洛哥的阿拉维王朝取代。

## 歷史
薩阿德家族起源於的德拉村。薩阿德意思是幸福或得救派。最有名的薩阿德家族的蘇丹的是艾哈邁德·曼蘇爾（1578至1603年），他最重要的成就是在凱比爾堡戰役擊敗葡萄牙和保衛國家。
薩阿德王朝陵寢1917年在馬拉喀什被重新發現。

## 君主列表
1509–1554: 萨阿德人的塔鲁丹特王子
- 阿布·阿卜杜拉·加伊姆（Abu Abdallah al-Qaim） (1509–1517)
- 艾哈迈德·阿拉杰（Ahmad al-Araj） (1517–1544)
- 穆罕默德·谢赫（Mohammed ash-Sheikh） (1544–1554)

1554–1659: 摩洛哥苏丹
- 穆罕默德一世(Mohammed I) (1554年–1557年)
- 阿卜杜拉·加利卜(Abdallah al-Ghalib)	(1557年–1574年)
- 阿布·阿卜杜拉·穆罕默德二世(Abu Abdallah Mohammed II) (1574年–1576年)
- 阿布·马尔万·阿布德·马立克一世(Abu Marwan Abd al-Malik I) (1576年–1578年)
- 艾哈迈德·曼苏尔(Ahmad I al-Mansur) (1578年–1603年)

1603–1627: 继承战争

| 萨阿德王朝主支, 马拉喀什: - 阿布·法雷斯·阿卜杜拉（Abou Fares Abdallah） (r. 1603–1608) - 齐丹·阿布·纳西尔（Zidan el Nasir） (pretender since 1603, r. 1608–1628) | 分裂派系, 非斯, 只有当地权利: - 穆罕默德·谢赫·马蒙（Mohammed esh Sheikh el Mamun） (r. 1603–1613) - 阿卜杜拉二世（Abdallah II） (r. 1613–1623) - 阿布德·马立克（Abd el Malek） (r. 1623–1627) |  |

1627–1659: 统一
- 阿布·马尔万·阿布德·马立克二世(Abu Marwan Abd al-Malik II) (1628年–1631年)
- 瓦立德·伊本·齐丹(Al Walid ibn Zidan) (1631年–1636年)
- 穆罕默德·谢赫·塞吉尔(Mohammed esh Sheikh es Seghir) (1636年–1655年)
- 艾哈迈德·阿巴斯(Ahmad el Abbas) (1654年–1659年)

## 延伸閱讀
- Rosander, E. Evers and Westerlund, David (1997). African Islam and Islam in Africa: Encounters Between Sufis and Islamists. C. Hurst & Co. Publishers. ISBN 1-85065-282-1
- S. Cory, Reviving the Islamic Caliphate in Early Modern Morocco, Ashgate Publishing (2014). ISBN 9781472413987
- Morocco in the Sixteenth Century. Problems and Patterns in African Foreign Policy by Dahiru Yahya, Canadian Journal of African Studies, Vol. 18, No. 1 (1984), pp. 252–253

| — 皇室 —巴努扎伊丹家族 |                           |                     |
| 前任者： 瓦塔斯王朝    | 摩洛哥統治世家 1549～1659 | 繼任者： 阿拉維王朝 |